# تي كارمي
تي كارمي (بالعبرية: ט. כרמי‏) (بالإنجليزية: T. Carmi)‏ هو أستاذ جامعي وكاتب ومترجم ومحرر أدبي وشاعر إسرائيلي وأمريكي، ولد في 31 ديسمبر 1925 في نيويورك في الولايات المتحدة، وتوفي في 20 نوفمبر 1994 في القدس في إسرائيل.

## وصلات خارجية
- تي كارمي على موقع ميوزك برينز (الإنجليزية)